# Carl Friedrich Heinrich Bittcher
Carl Friedrich Heinrich Bittcher (geboren 27. September 1816 in Liebstadt, Ostpreußen; gestorben 11. März 1844 in Schulpforte) war ein deutscher evangelischer Theologe und Lehrer.

## Leben
Bittcher war der Sohn eines Steuerkontrolleurs. Ab 1828 besuchte er das Königliche Gymnasium Lyck. 1834 begann er an der Albertus-Universität Königsberg Evangelische Theologie und Philosophie zu studieren. Mit fünf Theologie- und drei Philologiestudenten wurde er im Sommersemester 1834 im Corps Masovia aktiv. Er beendete das Studium 1837 und erwarb den Dr. phil. Von 1838 bis 1840 war er am Predigerseminar in Wittenberg. Er kehrte nach Königsberg zurück, wo er 1841 eine Stelle als Hilfslehrer am Kneiphöfischen Gymnasium erhielt. Mit einer Arbeit bei Christoph Hävernick habilitierte er sich 1842 an der Theologischen Fakultät der Universität Königsberg. Am 20. November 1842 wurde er als Adjunkt und zweiter Geistlicher an die königlich preußische Landesschule Pforta berufen. Nach geleistetem Diensteid wurde er am 24. Februar 1843 vom Rektor in sein Schulamt feierlich eingeführt. Sein Amt als zweiter Geistlicher trat er mit einer Rede über das Verhältnis des christlichen Glaubens zur Wissenschaft an. Bittcher hatte sich als Mitarbeiter an August Tholucks Literarischem Anzeiger für Christliche Theologie und Wissenschaft überhaupt und der Zeitschrift für die historische Theologie von Christian Friedrich Illgen (1786–1844) einen Namen gemacht. Eingehend befasste er sich mit Petrus Abaelardus. Sein nachhaltigstes Werk ist das Pförtner Album. Er wurde keine 28 Jahre alt.

## Veröffentlichungen
- Über das Werk des P. Abaelard: „Ethica seu scito te ipsum“. Naumburg 1843
- Pförtner Album. Verzeichniß sämmtlicher Lehrer und Schüler der Königl. Preuß. Landesschule Pforta vom Jahre 1543 bis 1843. Leipzig 1843 Digitalisat Digitalisat Auszüge (1, 2)

- De Petri Abaelardi theologia systematica. Naumburg 1844